# Čohovo
Čohovo je naselje u slovenskoj Općini Cerknici. Čohovo se nalazi u pokrajini Notranjskoj i statističkoj regiji Notranjsko-kraškoj. 

## Stanovništvo
Prema popisu stanovništva iz 2002. godine naselje je imalo 0 stanovnika.